# تمثيل ضوئي ثلاثي الكربون
التمثيل الضوئي ثلاثي الكربون هو الطريقة الأبسط لتثبيت الكربون خلال عملية التمثيل الضوئي في النبات. توجد هذه الطريقة لدى كل النباتات كخطوة أولى في حلقة كالفن-بنسون، وهي الطريقة الوحيدة لدى حوالي 95% من نباتات الأرض بما فيها كل الأنواع الشجرية. إضافة إلى هذه الطريقة توجد طريقة أكثر تطورا هي التمثيل الضوئي رباعي الكربون (ك4) إضافة إلى طريقة أيض الحمض العصاري (بالإنجليزية: CAM)‏. تسمى النباتات التي لديها حلقة كالفن فقط نباتات ك3.

## التمثيل الضوئي عند نباتات سي 3
تكون الخطوة الأولى خلال تفاعلات التمثيل الضوئي المستقلة عن الضوء هي تثبيت ثنائي أكسيد الكربون بواسطة أنزيم روبيسكو على شكل 3-فوسفوغليسيرات. على كل حال، وفقاً للفعالية الثنائية للروبيسكو بشكليه كاربوكسيلاز وأوكسجيناز، فإن كمية المادة التي تتأكسد أكثر من كمية المادة التي تتكربن مسببة بذلك فقداً في المادة واستهلاك الطاقة وفق ما يدعى التنفس الضوئي.

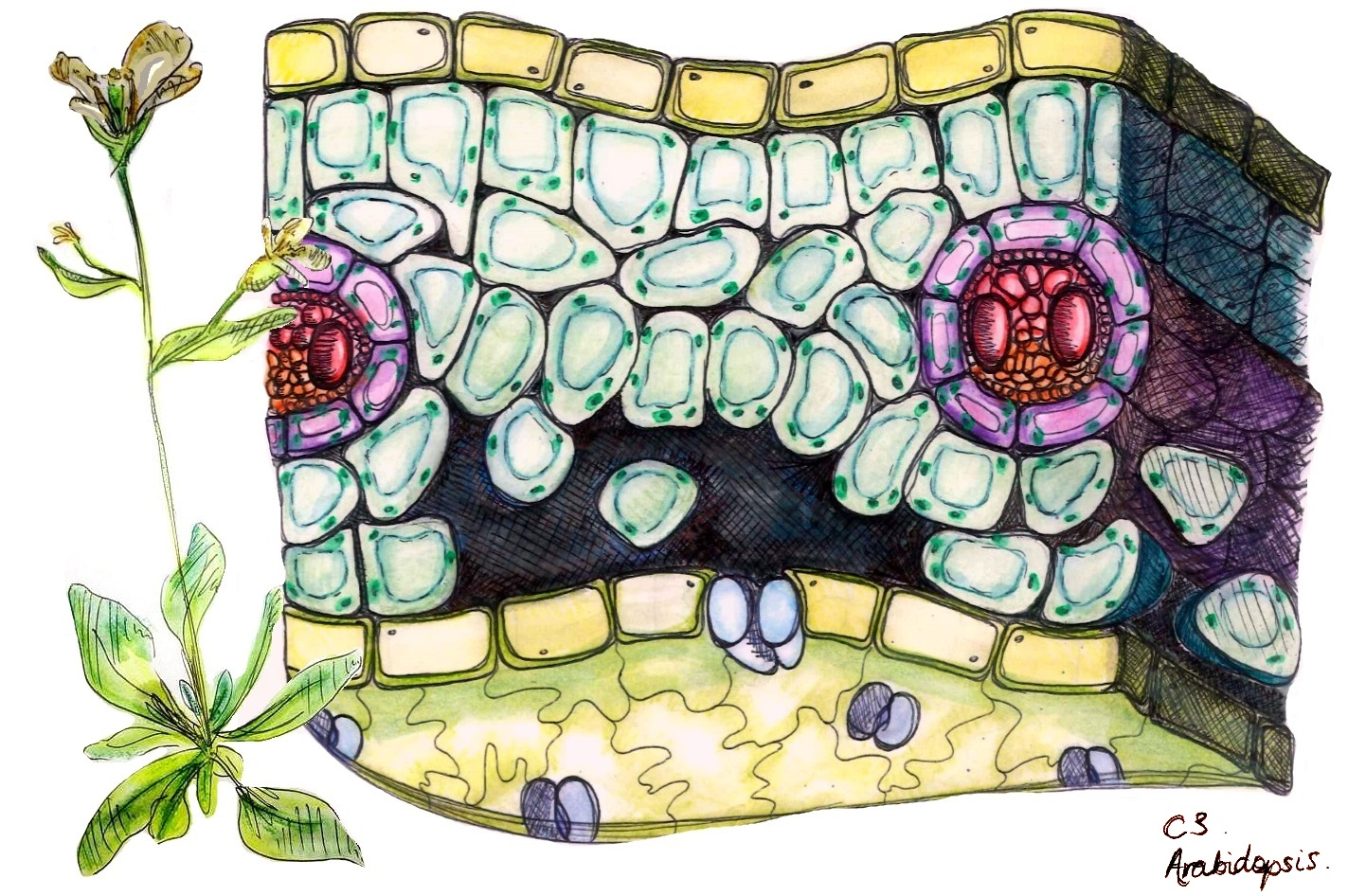
مقطع عرضي لخلايا نبات أرابيدوبسيس أذن الفأر. يظهر المقطع طبقتي الميزوفيل والحزم الوعائية (باللون البنفسجي)

دورة كالفن